# Alick Isaacs
Alick Isaacs (* 17. Juli 1921 in Glasgow; † 26. Januar 1967 in London) war ein britischer Virologe und Immunologe. Er wirkte ab 1950 am National Institute for Medical Research, an dem er das WHO Influenza Centre und von 1961 bis 1964 die Abteilung für Bakteriologie und Virusforschung leitete. Sein wissenschaftliches Interesse galt insbesondere Infektionen mit Influenzaviren. Im Rahmen dieser Studien entdeckte er 1957 gemeinsam mit dem Schweizer Jean Lindenmann die Substanz Interferon und damit das erste Zytokin.

## Leben
Alick Isaacs wurde 1921 in Glasgow als ältestes von vier Kindern jüdischstämmiger Eltern geboren und absolvierte von 1939 bis 1944 ein Studium der Medizin an der dortigen Universität. Nach einem Jahr am Western Infirmary in Glasgow wechselte er als wissenschaftlicher Mitarbeiter an die Abteilung für Bakteriologie der Universität, an der er von 1945 bis 1947 tätig war. Anschließend ging er mit einem Stipendium des Medical Research Council (MRC) an die Universität Sheffield, wo er sich der Virologie und insbesondere Studien zu Influenzaviren zuwandte. Darüber hinaus lernte er während der Zeit in Sheffield seine Frau kennen, mit der er ab 1949 verheiratet war und später drei Kinder hatte.
Mit einem Rockefeller Travelling Fellowship und später mit erneuter Unterstützung durch den MRC verbrachte er ab 1948 zwei Jahre am Walter and Eliza Hall Institute in Melbourne beim späteren Nobelpreisträger Frank Macfarlane Burnet. Er kehrte 1950 in sein Heimatland zurück und übernahm die Leitung des WHO Influenza Centre am National Institute for Medical Research (NIMR) in London. Fünf Jahre später promovierte er mit Auszeichnung an der Universität Glasgow. Von 1961 bis 1964 fungierte er als Direktor der NIMR-Abteilung für Bakteriologie und Virusforschung, anschließend leitete er dort ein eigenes Forschungslabor. Im Alter von 45 Jahren starb er 1967 in London infolge einer Subarachnoidalblutung.

## Wissenschaftliches Wirken
Alick Isaacs veröffentlichte während seiner Karriere mehr als 110 wissenschaftliche Publikationen und beschäftigte sich vor allem mit Studien zu Influenzaviren. Gemeinsam mit dem Schweizer Wissenschaftler Jean Lindenmann entdeckte er 1957 in virusinfizierten Zellkulturen die körpereigene Substanz Interferon. Dabei handelte es sich um den ersten bekannten Vertreter der Substanzklasse der Zytokine, die das Wachstum und die Differenzierung von Zellen steuern und damit unter anderem für die Regulation der Immunantwort und der Hämatopoese von zentraler Bedeutung sind. Diese Entdeckung, die sowohl die immunologische als auch die virologische Forschung in der Folgezeit grundlegend beeinflusste, gilt als einer der wichtigsten Durchbrüche der 1950er Jahre in den biomedizinischen Wissenschaften. Alick Isaacs widmete sich nach der Entdeckung des Interferons vor allem der Erforschung von dessen Rolle bei der Abwehr von Virusinfektionen. Weitere seiner Arbeiten betrafen die Epidemiologie von Infektionen mit verschiedenen Influenzastämmen.

## Auszeichnungen
Alick Isaacs erhielt 1962 einen Ehrendoktortitel der Katholischen Universität Löwen. Vier Jahre später wurde er in die Royal Society aufgenommen.